# Vicepresidente de la República de China
El vicepresidente de la República de China (en chino tradicional, 中華民國副總統) es el segundo oficial ejecutivo de mayor rango en la República de China. El cargo es llamado de manera informal como vicepresidente de Taiwán (en chino tradicional, 台灣副總統).

## Vicepresidentes de la República de China
Independiente
     Era de los señores de la guerra
     Progresista
     Kuomintang (Nacionalista)
     Democrático Progresista

### República de China (1912-1948)
| Gobierno provisional de la República de China |  |                                  |                       |                       |                    |                                            |
|                                               |  | Li Yuanhong 黎元洪 (1864-1928)   | 1 de enero de 1912    | 10 de octubre de 1913 | Independiente      | Sun Yat-sen (1912) Yuan Shikai (1912-1913) |
| Gobierno de Beiyang                           |  |                                  |                       |                       |                    |                                            |
|                                               |  | Li Yuanhong 黎元洪 (1864-1928)   | 10 de octubre de 1913 | 16 de junio de 1913   | Progresista        | Yuan Shikai                                |
|                                               |  | Feng Guozhang 馮國璋 (1859-1919) | 6 de junio de 1913    | 1 de julio de 1917    | Camarilla de Zhili | Li Yuanhong                                |
| Puesto vacante (1917-1928)                    |  |                                  |                       |                       |                    |                                            |
| Puesto abolido (1928-1948)                    |  |                                  |                       |                       |                    |                                            |

### República de China delGobierno nacionalista de Nankín(Colaboracionista conJapón)
| Vicepresidente de la República | Vicepresidente de la República | Vicepresidente de la República | Inicio              | Fin                  | Partido    | Presidente de la República                       |
| ------------------------------ | ------------------------------ | ------------------------------ | ------------------- | -------------------- | ---------- | ------------------------------------------------ |
|                                |                                | Zhou Fohai 周佛海 (1897-1948)  | 30 de marzo de 1940 | 15 de agosto de 1945 | Kuomintang | Wang Jingwei (1940-1944) Chen Gongbo (1944-1945) |

### República de China (1948-)
| Vicepresidente de la República | Vicepresidente de la República | Vicepresidente de la República    | Inicio                               | Fin                                  | Partido                 | Presidente de la República | Presidente de la República |
| ------------------------------ | ------------------------------ | --------------------------------- | ------------------------------------ | ------------------------------------ | ----------------------- | -------------------------- | -------------------------- |
|                                |                                | Li Zongren 李宗仁 (1890-1969)     | 20 de mayo de 1948                   | 12 de marzo de 1954                  | Kuomintang              |                            | Chiang Kai-shek            |
| Vacante                        |                                |                                   |                                      |                                      |                         |                            |                            |
|                                |                                | Chen Cheng 陳誠 (1897-1965)       | 20 de mayo de 195420 de mayo de 1960 | 19 de mayo de 19605 de marzo de 1965 | Kuomintang              |                            | Chiang Kai-shek            |
| Vacante por fallecimiento      |                                |                                   |                                      |                                      |                         |                            |                            |
|                                |                                | Yen Chia-kan 嚴家淦 (1905-1993)   | 20 de mayo de 196620 de mayo de 1972 | 19 de mayo de 19725 de abril de 1975 | Kuomintang              |                            | Chiang Kai-shek            |
| Vacante hasta elecciones       |                                |                                   |                                      |                                      |                         |                            |                            |
|                                |                                | Hsieh Tung-min 謝東閔 (1908-2001) | 20 de mayo de 1978                   | 19 de mayo de 1984                   | Kuomintang              |                            | Chiang Ching-kuo           |
|                                |                                | Lee Teng-hui 李登輝 (1923-2020)   | 20 de mayo de 1984                   | 13 de enero de 1988                  | Kuomintang              |                            | Chiang Ching-kuo           |
| Vacante hasta elecciones       |                                |                                   |                                      |                                      |                         |                            |                            |
|                                |                                | Lee Yuan-tsu 李元簇 (1923-2017)   | 20 de mayo de 1988                   | 19 de mayo de 1996                   | Kuomintang              |                            | Lee Teng-hui               |
|                                |                                | Lien Chan 連戰 (1936-)            | 20 de mayo de 1996                   | 19 de mayo de 2000                   | Kuomintang              |                            | Lee Teng-hui               |
|                                |                                | Annette Lu 呂秀蓮 (1944-)         | 20 de mayo de 200020 de mayo de 2004 | 19 de mayo de 200419 de mayo de 2008 | Progresista Democrático |                            | Chen Shui-bian             |
|                                |                                | Vincent Siew 蕭萬長 (1939-)       | 20 de mayo de 2008                   | 19 de mayo de 2012                   | Kuomintang              |                            | Ma Ying-jeou               |
|                                |                                | Wu Den-yih 吳敦義 (1948-)         | 20 de mayo de 2012                   | 19 de mayo de 2016                   | Kuomintang              |                            | Ma Ying-jeou               |
|                                |                                | Chien-Jen Chen 陳建仁 (1951-)     | 20 de mayo de 2016                   | 20 de mayo de 2020                   | Independiente           |                            | Tsai Ing-wen               |
|                                |                                | Lai Ching‑te 賴清德 (1959-)       | 20 de mayo de 2020                   | 20 de mayo de 2024                   | Progresista Democrático |                            | Tsai Ing-wen               |
|                                |                                | Hsiao Bi-khim 蕭美琴 (1971-)      | 20 de mayo de 2024                   | Presente                             | Progresista Democrático |                            | Lai Ching‑te               |